# Pseudolarentia atroclarata
Pseudolarentia atroclarata là một loài bướm đêm trong họ Geometridae.